# مجمع الآداب فی معجم الألقاب
کتاب مجمع الآداب فی معجم الالقاب نوشته ابن فوطی، تاریخ‌نگار و راوی حدیث در سده هفتم و هشتم هجری است که سرگذشت افراد گوناگون در مکان‌ها و زمان‌های مختلف را شامل می‌شود. بخش زیادی از این کتاب از میان رفته است و بخش باقیمانده دربرگیرنده نزدیک به ۶۰۰۰ سرگذشت است. این کتاب، دامنه گسترده‌ای از سرگذشت‌ها، از پیامبران گرفته تا همدوره ابن فوطی را در بر دارد. با توجه به مطالب موجود در این کتاب می‌توان دریافت که وی شاهد صحنه‌های تاریخی مهمی از جمله سقوط بغداد به وسیله هولاکو بوده است. 